# United Nations Special Committee on Palestine
United Nations Special Committee on Palestine (UNSCOP) är en kommitté som bildades i maj 1947 för att utreda hur det brittiska mandatet Palestina skulle fördelas efter att Storbritannien bett FN om rekommendationer.
Kommittén följde noga hur immigrationssagan runt skeppet Exodus fortlöpte. Några av kommitténs medlemmar var närvarande i Haifa när de judiska immigranterna med våld avlägsnades från skeppet och deporterades till Cypern. De berättade senare att detta i hög grad hade påverkat dem och övertygat dem om att det var nödvändigt att snabbt finna en lösning till problemen i Palestina.
Slutsatser:Judarna var fortfarande i stark minoritet, och utgjorde enbart en tredjedel av befolkningen, samt ägde blott runt 6% av landarealen. Men situationen i Palestina försämrades snabbt och en lösning var av nöden.
Rekommendationer:Kommittén rekommenderade att det brittiska mandatet skulle upphöra och att Palestina skulle få oberoende. Däremot kunde kommittén inte enas om en rekommendation för vilken typ av nation som borde bildas. Dock så pekade de på möjligheten med både en arabisk och en judisk stat inom Palestina.
Medlemmar:
- Australien
  - J. D. L. Hood, representant
  - S. L. Atyeo, suppleant
- Kanada
  - Ivan C. Rand, representant
  - Leon Mayrand, suppleant
- Tjeckoslovakien
  - Karl Lisicky, representant
  - Richard Peach, suppleant
- Guatemala
  - Jorge Garcia Grandees, representant
  - E. Zea Gonzales, suppleant
- Indien
  - Abdur Rahman, representant
  - Venkata Viswanathan, suppleant
  - H. Dayal, andra suppleant
- Iran
  - Nasrollah Entezam, representant
  - Ali Akdalan, suppleant
- Nederländerna
  - N. S. Blom, representant
  - A. I. Spits, suppleant
- Peru
  - Alberto Ulloa, representant
  - Arturo Garcia Salazar, suppleant
- Sverige
  - Emil Sandström, representant
  - Paul Mohn, suppleant
- Uruguay
  - Enrique Rodriguez Fabregat, representant
  - Secco Ellauri, suppleant
- Jugoslavien
  - Vladimir Simic, representant
  - Jose Brilej, suppleant